# NGC 4488
NGC 4488 ist eine Linsenförmige Galaxie vom Hubble-Typ SB0/a im Sternbild Jungfrau an der Ekliptik. Sie ist schätzungsweise 40 Millionen Lichtjahre von der Milchstraße entfernt und hat einen Durchmesser von etwa 50.000 Lj. Unter der Katalognummer VCC 1318 ist sie als Mitglied des Virgo-Galaxienhaufens aufgeführt.
Im selben Himmelsareal befinden sich u. a. die Galaxien NGC 4464, NGC 4465, NGC 4472, NGC 4492.
Das Objekt wurde am 28. Dezember 1785 von dem deutsch-britischen Astronomen Wilhelm Herschel entdeckt.